# Fort Tigné
Le fort Tigné est une forteresse maltaise construite en 1792 par les chevaliers de Malte pour protéger le port de Marsamxett.

## Histoire
L'avant-dernier grand maître de l'Ordre, Emmanuel de Rohan-Polduc, commande la construction d'une fortification destinée à protéger l'entrée du port de Marsamxett en croisant ses feux avec le fort Saint-Elme. Le fort est conçu par l’ingénieur en chef de l'Ordre, Antoine Étienne de Tousard, sur le modèle d'une vaste redoute. Malgré sa petite taille pour les standards militaires de l'époque, la conception du fort est considérée comme révolutionnaire. Le fort est nommé d'après le bailli de Tigné, François-René Jacob de Tigné, qui a contribué financièrement à la construction de l'ouvrage. Le fort Tigné est la dernière fortification d'importance édifiée à Malte par l'ordre de Saint-Jean de Jérusalem.
Lors de l'invasion de Malte par Napoléon est l'une des rares poches de résistance à l'envahisseur. Il sert brièvement de garnison aux forces françaises avant de tomber aux mains des insurgés maltais. À partir de 1805, il est utilisé par l'armée britannique qui le modernise régulièrement. Au départ des forces britanniques en 1979, il est abandonné et sert temporairement d'usine de désalinisation.
Il est aujourd'hui restauré,.